# 五百川橋
五百川橋（ごひゃくがわはし、ごひゃくがわばし）は、福島県郡山市、本宮市を流れる一級水系阿武隈川水系五百川に架かる道路橋である。当項では類似名称の橋梁である新五百川橋（しんごひゃくがわばし）についても取り扱う。なお、鉄道橋梁としてはJR東北本線五百川橋梁、磐越西線第一・第二五百川橋梁がそれぞれ存在する。

## 東北自動車道

### 概要
- 全長：90.5m
- 幅員：10m×2
- 形式：3径間PC桁橋
- 竣工：1973年[1]

郡山市北端部にて五百川中流部を渡り、東北自動車道郡山ジャンクション～本宮インターチェンジ間を通す。南詰は喜久田町割田一丁目、北詰は本宮市関下字石綱に位置する。供用開始当初より橋上は片側2車線で供用されている。すぐ上流側に隣接し福島県道296号荒井郡山線の上関下橋が掛けられている。

### 沿革
- 1975年4月1日 - 郡山インターチェンジ～白石インターチェンジ間の開通に伴い供用が開始される。

### 周辺
- 羽黒神社
- 関下の阿弥陀堂

### 隣の橋
（上流）上関下橋 - 五百川橋 - 下関下橋（下流）

## 国道49号

### 概要
- 全長：10.4m
- 幅員：8.8m
- 形式：単径間PC床版桁橋
- 竣工：1966年[2]

郡山市北西部にて五百川上流部を渡り、国道49号を通す。東詰は熱海町安子島字鞍手山に、西詰は字固後利山に位置する。橋上は上下対向2車線で供用されており、歩道は設置されていない。周囲のものと異なる欄干や路面の継ぎ目など路上より橋梁の存在を窺わせるものが特にない小規模橋梁である。

### 沿革
- 1966年 - 国道49号一時改築に伴い建設される。

### 周辺
- 鞍手茶屋 中山峠店

### 隣の橋
（上流）JR磐越西線第一五百川橋梁 - 五百川橋 - 東京電力竹ノ内発電所構内橋（下流）

## 福島県道355号須賀川二本松線

### 概要
- 全長：73.1m
- 幅員：6.7m
- 竣工：1959年[3]

※2025年現在上部工撤去済み。
郡山市北端部にて五百川下流部を渡り、福島県道355号須賀川二本松線を通す。五百川に架かる橋梁としては最も下流に架かる橋梁であり、南詰は日和田町高倉字町裏、字馬場に、北詰は本宮市仁井田字光田、字一里壇に位置する。橋上は上下対向2車線で供用され、歩道は設置されていなかった。当地周辺にて五百川河川改修事業が行われるのに伴い架け替えが決定し、2022年11月21日よりおよそ5年間の予定で全面通行止めの規制が行われている。規制後は郡山市道町裏下河原線、本宮市道上野台光田線、藤内線を利用した上流側の高倉橋を渡るルートが迂回路に指定され、交差点をカーブ化するなど県道迂回路としての線形改良が行われた。

### 沿革
- 1959年 - 一級国道4号の橋梁として現在の橋梁が竣工する。
- 1964年10月23日 - 上流側に現在の国道4号が開通したことに伴い、管理が建設省から福島県へ移管され福島県道須賀川二本松線の橋梁となる。
- 2022年11月21日 - 河川改修工事に伴う架け替えのため全面通行止め規制が開始される。

### 周辺
- 福島県下水道公社 県中浄化センター
- 高倉自然公園

### 隣の橋
（上流）高倉橋 - 五百川橋 - （阿武隈川合流点）

## 新五百川橋

### 概要
- 全長：172.5m
- 幅員：9m×2
- 径間：4径間鋼鈑桁橋
- 竣工：1989年[5]

郡山市北端部にて五百川とその北側に並行する福島県道8号本宮熱海線を渡り、磐越自動車道郡山ジャンクション～五百川パーキングエリア間を通す。南詰は喜久田町前田沢字北向、北詰は本宮市岩根字小屋舘山に位置する。橋上は開通当初より片側2車線で供用されている。先行する東北道五百川橋との区別のため橋名に新が加えられている。

### 沿革
- 1990年10月31日 - 郡山ジャンクション～磐梯熱海インターチェンジ間の開通に伴い供用が開始される。

### 周辺
- 苗代田城跡

### 隣の橋
（上流）輪ヶ渕橋 - 五百川橋梁 - 上関下橋（下流）